# El Socorro de Portuguesa
El Socorro de Portuguesa es una pequeña población ubicada en el municipio Francisco de Miranda del estado Guárico, Venezuela. Este centro poblado se ha caracterizado por su dedicación a la pesca y la ganadería, actividades que forman la base de su economía local. La localidad se encuentra a aproximadamente 81 km de Calabozo, al margen del río Portuguesa, lo que ha facilitado el desarrollo de la pesca en la región.

## Economía
La población de El Socorro de Portuguesa ha mantenido una economía centrada en dos actividades fundamentales: la pesca y la ganadería. La cercanía al río Portuguesa favorece la pesca, que se ha convertido en una de las principales fuentes de sustento para los habitantes locales. Además, la ganadería, especialmente la cría de ganado bovino, sigue siendo crucial para la comunidad.

## Ubicación y transporte
El Socorro de Portuguesa tiene una ubicación estratégica, ya que se encuentra en una de las principales vías de comunicación entre el estado Guárico y el estado Barinas. Este centro poblado es un punto de tránsito importante para las personas que se dirigen hacia Guadarrama, en el estado Barinas. El acceso a la población se realiza a través de carreteras que conectan con otras poblaciones cercanas, siendo especialmente relevante para quienes transitan entre ambos estados.

## Demografía
Con una población de aproximadamente 213 habitantes, El Socorro de Portuguesa mantiene un carácter rural y comunitario, donde las tradiciones llaneras y las actividades económicas siguen siendo los pilares de su vida cotidiana.
El Socorro de Portuguesa, aunque pequeño, es una localidad con una identidad vinculada al trabajo en el campo, la pesca y la convivencia en un entorno llanero que caracteriza a muchas poblaciones del estado Guárico.